# Předlánce
Předlánce (deutsch Priedlanz) ist ein Ortsteil der Gemeinde Višňová in Tschechien. Er liegt sieben Kilometer nordwestlich des Stadtzentrums von Frýdlant und gehört zum Okres Liberec.

## Geographie
Předlánce liegt am rechten Ufer der Smědá (Wittig) im Isergebirgsvorland. Durch Předlánce fließen zudem die Bäche Bulovský potok (Bullendorfer Bach) und Pertoltický potok (Berzdorfer Bach). Nordöstlich erhebt sich der Hradec (Abtsberg,  313 m), im Südosten der Kamenáč (Aschberg, 304 m) und der Holubí vrch (Langefichte, 358 m) sowie im Westen die Pohanské kameny (Hain, 297 m). Westlich am gegenüberliegenden Flussufer verläuft die Bahnstrecke Liberec–Zawidów, die nächste Bahnstation ist Višňová.
Nachbarorte sind Boleslav, V Poli und Černousy im Norden, Háj und Łowin im Nordosten, Dolní Pertoltice, Bulovka und Nové Pertoltice  im Osten, Arnoltice und Údolí im Südosten, Poustka und Minkovice im Süden, Višňová im Südwesten, Michalovice und Wolanów im Westen sowie Saň und Filipovka im Nordwesten.

## Geschichte
Předlánce ist wahrscheinlich eine sorbische Gründung. Der Ortsname leitet sich von před lánem (vor der Hube) her und weist auf die Existenz einer alten Siedlung vor der Ansetzung eines neuen Dorfes im Zuge der deutschen Kolonisation hin. Die ursprüngliche Siedlung befand sich auf einer befestigten Landzunge über der Smědá, ihre Bewohner lebten vom Anbau von Getreide. Archäologische Untersuchungen des Nordböhmischen Museums ergaben im Jahre 1993, dass die aus dem 13. und 14. Jahrhundert stammende Befestigungsanlage durch einen Doppelwall geschützt war und durch einen Graben zweigeteilt wurde.
Die erste urkundliche Erwähnung des Gutes Priedlanz erfolgte 1373 im Görlitzer Stadtbuch. Im Zuge der deutschen Kolonisation zum Ende des 14. Jahrhunderts bildeten die sorbischen Bewohner nur noch eine Minderheit. Besitzer des Gutes waren verschiedene niedere Adlige, zum Ende des 16. Jahrhunderts erwarben die Herren von Redern das Gut und vereinigten es mit ihrer Herrschaft Friedland. Die Große Mühle an der Mündung des Bullendorfer Baches in die Wittig entstand wahrscheinlich am Übergang vom 16. zum 17. Jahrhundert. Unterhalb von ihr lag an der Wittig die Kleine Mühle. Nach der Schlacht am Weißen Berg wurden die Besitzungen des Christoph von Redern konfisziert und an Albrecht von Waldstein übergeben. Nach dessen Ermordung 1634 erhielt Matthias von Gallas die Herrschaft. Seit dem Prager Frieden von 1635 lag Priedlanz unmittelbar an der entlang der Wittig verlaufenden Grenze zum Kurfürstentum Sachsen. Nach Ende des Krieges begannen die Grafen von Gallas 1651 mit der Rekatholisierung ihrer Untertanen. Die Friedlander Herrschaft versuchte, ihren Untertanen den Besuch der evangelischen Gottesdienste in der Weigsdorfer Grenzkirche zu unterbinden.
Im Jahre 1832 bestand Priedlanz aus 78 Häusern mit 484 deutschsprachigen Einwohnern. Im Ort gab es einen herrschaftlichen Meierhof mit Schäferei sowie eine Mühle. Die Katholiken waren zur Dechanteikirche in Friedland, die Protestanten nach Weigsdorf gepfarrt. Durch den Haupt-Gränz- und Territorial-Recess zwischen dem Königreich Sachsen und dem Kaisertum Österreich vom 5. März 1848 erfolgte westlich von Priedlanz eine neue Grenzziehung; der Hain und das Haingut kamen damit zu Böhmen.
Nach der Aufhebung der Patrimonialherrschaften bildete Priedlanz ab 1850 mit der Einschicht Feldhaus eine Gemeinde im Bunzlauer Kreis und Gerichtsbezirk Friedland. Ab 1868 gehörte die Gemeinde zum Bezirk Friedland. Zwischen 1873 und 1875 erfolgte der Bau der Bahnstrecke Reichenberg-Seidenberg. Seit dem Ende des 19. Jahrhunderts entwickelte sich Priedlanz zu einer Sommerfrische und war Ausgangspunkt für Ausflügler zum Heidenstein. Der tschechische Ortsname Předlánce findet seit 1924 Verwendung. Im Jahre 1930 hatte die Gemeinde 472 Einwohner. Im August 1938 wurden Teile des Dorfes durch die Wittig überschwemmt. Nach dem Münchner Abkommen erfolgte 1938 die Angliederung an das Deutsche Reich; bis 1945 gehörte Priedlanz zum Landkreis Friedland. Im Jahre 1939 lebten in der Gemeinde 408 Personen. Nach dem Ende des Zweiten Weltkrieges kam Předlánce zur Tschechoslowakei zurück. In den Jahren 1946 und 1947 wurden die meisten deutschböhmischen Bewohner vertrieben. Dabei wurde auch die der Müllerfamilie Neumann gehörige Große Mühle enteignet. Sie wurde zwischen 1955 und 1957 vom Müller Kment bewirtschaftet. Nach der Betriebseinstellung verfiel die Mühle und wurde letztlich abgerissen. Beim Hochwasser von 1958 schwoll die Smědá zwischen Višňová und Předlánce auf eine Breite von einem Kilometer an, zudem traten auch der Bulovský potok und Pertoltický potok über die Ufer. Die Schäden beliefen sich auf über eine Million Kronen. 1960 wurde Předlánce nach Višňová eingemeindet und zugleich im Zuge der Auflösung des Okres Frýdlant dem Okres Liberec zugeordnet. Die Mäander der Smědá zwischen Předlánce und Černousy wurden am 1. Juli 1998 als  Naturreservat geschützt.
1991 hatte Předlánce 154 Einwohner. Im Jahre 2001 bestand das Dorf aus 52 Wohnhäusern, in denen 148 Menschen lebten. Insgesamt besteht Předlánce aus 63 Häusern.

## Ortsgliederung
Der Ortsteil bildet zugleich einen Katastralbezirk.

## Sehenswürdigkeiten
- Naturreservat Meandry Smědé (Wittig-Mäander), nördlich des Dorfes
- Umgebindehäuser